# Слоисто-кучевые облака

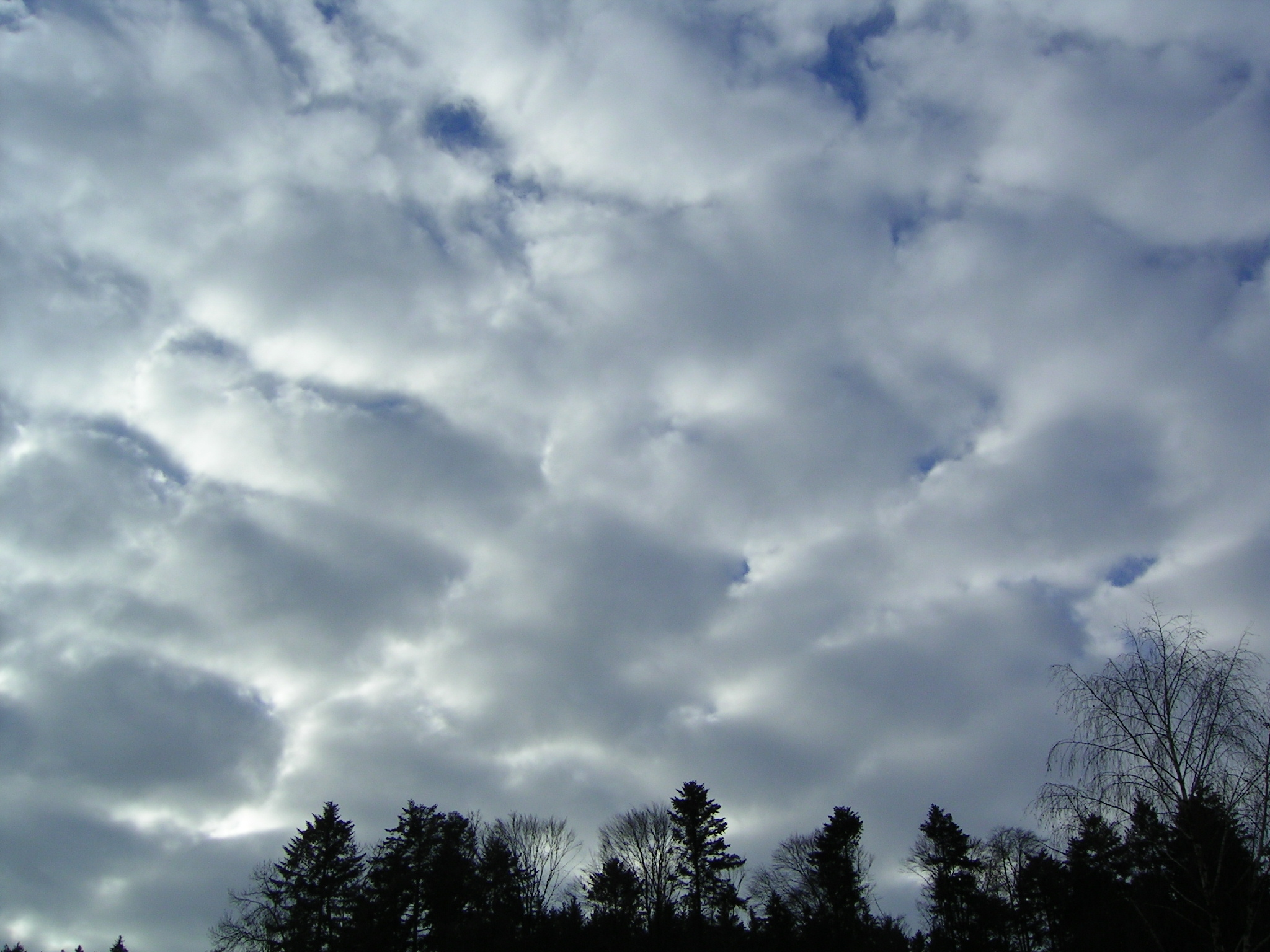
Слоисто-кучевые облака

Слоисто-кучевые облака (лат. Stratocumulus, Sc) — крупные серые гряды пластин или хлопьев, разделённые просветами, либо сливающиеся в сплошной покров. Образуются на высоте 0,6—1,5 км. Состоят в основном из мелких капелек воды радиусом 5—7 мкм с колебаниями от 1 до 60 мкм, зимой переохлаждённых. Из большинства разновидностей слоисто-кучевых облаков осадки, как правило, не выпадают. Из непросвечивающих слоисто-кучевых (Sc op.) может выпасть слабый дождь или редкий снег.

## Разновидности
- Stratocumulus undulatus (Sc und.) — волнистые:
  - Stratocumulus translucidus (Sc trans.) — просвечивающие облака с неплотным расположением элементов;
  - Stratocumulus opacus (Sc op.) — плотные непросвечивающие облака, тёмно-серый слой из сливающихся гряд или пластин;
  - Stratocumulus lenticularis (Sc lent.) — чечевицеобразные, сравнительно плоские, вытянутые в длину облака, расположенные в нижнем ярусе;
- Stratocumulus cumuliformis (Sc cuf.) — кучевообразные:
  - Stratocumulus castellatus (Sc cast.) — башенкообразные облака, типичные для предгрозового состояния неба;
  - Stratocumulus diurnalis (Sc diur.) — растекающиеся дневные облака, образующиеся из кучевых при растекании их в нижнем ярусе. Имеют вид протяжённого горизонтального слоя или вытянутых гряд;
  - Stratocumulus vesperalis (Sc vesp.) — растекающиеся вечерние облака, образующиеся из кучевых облаков из-за ослабления конвекции.
  - Stratocumulus mammatus (Sc mam.) — вымеобразные облака.

## Образование
Основные процессы, вызывающие образование слоисто-кучевых облаков:
- волновые движения в слоях инверсий, расположенных ниже 2 км;
- растекание кучевых облаков в слое под инверсиями ниже 2 км;
- волновые движения над подветренными склонами возвышенностей (приводят к образованию Sc lent.);
- волновые и циркуляционные движения особого рода, возникающие на окраинах кучево-дождевых облаков (приводят к образованию Sc mam.).